# 코르도바 (스페인)
코르도바 시(스페인어: Córdoba, 아랍어: قرطبة)는 스페인의 시로서 코르도바도의 주도이다. 과달키비르강을 끼고 있으며 고대 로마 시대 때부터 도시가 형성됐다. 2018년 기준 인구는 325,708명이다.
오늘날 코르도바는 대도시는 아니지만 오래된 유적이 산재하고 있는 문화의 산실이다. 오래된 구도심에는 전통적인 건축물들이 그대로 남아 있다. 특히나 코르도바는 이슬람 세력이 이베리아반도를 지배하던 때에 수도의 구실을 했으므로 이슬람과 스페인 후대 문화의 영향이 강하게 남아 있다.
10세기까지만 해도 코르도바의 인구가 50만 명에 달했을 것으로 추정되며 서유럽과 세계 전체를 통틀어서도 인구면에서 뒤지지 않는 도시였을 것으로 보는 견해도 있다.
중세의 문화유산을 고스란히 간직하고 있기에 그 수려함으로 1984년 유네스코 세계유산이 됐다.

## 역사
고대 로마시대에는 히스파니아 바이티카 속주의 주도였다. 지금도 로마 신전과 다리 등의 유적이 남아 있다. 그 후에는 서고트 왕국에 지배하에 들어가고, 6세기에는 비잔티움 제국의 영토가 된 적도 있다.
711년, 이슬람 세력에게 정복당한다. 756년에 성립된 후우마이야 왕조는 코르도바를 수도로 삼았는데, 그 중심지는 메스키타(스페인어: Mezquita, 스페인어 일반명사로 모스크를 의미하나, 고유명사로서는 코르도바의 모스크를 지칭함)였다. 10세기에 아브드 아르라흐만 3세(Abd ar-Rahman II)와 알하캄 2세(Al-Hakam II)의 치세 때가 전성기로 크게 번영을 누렸다. 40만에서 100만 권에 이른다는 장서를 자랑하는 대도서관이 세워져 수많은 학자들이 활약하여, 톨레도와 함께 서방 이슬람 문화의 중심지로 손꼽혔다.
크리스트교 세력에 의한 레콩키스타가 전개됨에 따라, 1236년 6월 29일, 카스티야 왕국의 페르난도 3세에게 정복당했다. 15세기 말, 레콩키스타가 완료되자 이슬람 세력이 이베리아반도에서 일소되어, 메스키타도 가톨릭교회로 개조되었다.
고대 로마 시대의 철학자 세네카와 루카누스, 중세 시대의 철학자 이븐 루시드(아베로에스)와 모세 벤 마이몬(마이모니데스) 등이 코르도바 출신이다. 람쥐

## 기후
| 코르도바의 기후                                                | 코르도바의 기후 | 코르도바의 기후 | 코르도바의 기후 | 코르도바의 기후 | 코르도바의 기후 | 코르도바의 기후 | 코르도바의 기후 | 코르도바의 기후 | 코르도바의 기후 | 코르도바의 기후 | 코르도바의 기후 | 코르도바의 기후 | 코르도바의 기후 |
| 월                                                             | 1월             | 2월             | 3월             | 4월             | 5월             | 6월             | 7월             | 8월             | 9월             | 10월            | 11월            | 12월            | 연간            |
| -------------------------------------------------------------- | --------------- | --------------- | --------------- | --------------- | --------------- | --------------- | --------------- | --------------- | --------------- | --------------- | --------------- | --------------- | --------------- |
| 역대 최고 기온 °C (°F)                                         | 23.5 (74.3)     | 27.8 (82.0)     | 33.0 (91.4)     | 38.8 (101.8)    | 41.2 (106.2)    | 45.0 (113.0)    | 46.9 (116.4)    | 46.9 (116.4)    | 45.4 (113.7)    | 37.6 (99.7)     | 29.7 (85.5)     | 23.8 (74.8)     | 46.9 (116.4)    |
| 일평균 최고 기온 °C (°F)                                       | 15.2 (59.4)     | 17.4 (63.3)     | 21.1 (70.0)     | 23.6 (74.5)     | 28.1 (82.6)     | 33.4 (92.1)     | 37.1 (98.8)     | 37.0 (98.6)     | 31.8 (89.2)     | 25.8 (78.4)     | 19.1 (66.4)     | 15.8 (60.4)     | 25.5 (77.8)     |
| 일일 평균 기온 °C (°F)                                         | 9.4 (48.9)      | 11.1 (52.0)     | 14.2 (57.6)     | 16.6 (61.9)     | 20.5 (68.9)     | 25.1 (77.2)     | 28.2 (82.8)     | 28.3 (82.9)     | 24.4 (75.9)     | 19.4 (66.9)     | 13.5 (56.3)     | 10.5 (50.9)     | 18.4 (65.2)     |
| 일평균 최저 기온 °C (°F)                                       | 3.7 (38.7)      | 4.7 (40.5)      | 7.3 (45.1)      | 9.7 (49.5)      | 12.9 (55.2)     | 16.8 (62.2)     | 19.1 (66.4)     | 19.6 (67.3)     | 17.0 (62.6)     | 13.1 (55.6)     | 7.9 (46.2)      | 5.1 (41.2)      | 11.4 (52.5)     |
| 역대 최저 기온 °C (°F)                                         | −8.2 (17.2)     | −5.0 (23.0)     | −4.2 (24.4)     | 0.2 (32.4)      | 2.4 (36.3)      | 7.0 (44.6)      | 11.0 (51.8)     | 11.0 (51.8)     | 6.0 (42.8)      | 1.0 (33.8)      | −3.6 (25.5)     | −7.8 (18.0)     | −8.2 (17.2)     |
| 평균 강수량 mm (인치)                                          | 57.6 (2.27)     | 52.7 (2.07)     | 62.5 (2.46)     | 54.3 (2.14)     | 42.4 (1.67)     | 11.0 (0.43)     | 0.5 (0.02)      | 6.7 (0.26)      | 36.6 (1.44)     | 78.7 (3.10)     | 79.2 (3.12)     | 90.7 (3.57)     | 572.9 (22.55)   |
| 평균 강수일수 (≥ 1 mm)                                         | 6.9             | 5.9             | 6.2             | 6.4             | 4.9             | 1.2             | 0.2             | 0.6             | 3.0             | 6.5             | 6.5             | 6.8             | 55.1            |
| 평균 상대 습도 (%)                                             | 76              | 70              | 64              | 59              | 51              | 43              | 38              | 39              | 50              | 63              | 73              | 78              | 59              |
| 평균 월간 일조시간                                             | 174             | 187             | 217             | 246             | 298             | 336             | 372             | 344             | 255             | 220             | 180             | 161             | 2,990           |
| 가능 일조율                                                    | 57              | 61              | 58              | 62              | 67              | 76              | 83              | 82              | 68              | 63              | 59              | 54              | 66              |
| 출처: 스페인 기상청 (평년값: 1991년~2020년, 극값: 1949년~현재) |                 |                 |                 |                 |                 |                 |                 |                 |                 |                 |                 |                 |                 |

## 자매도시
- 아다나, 터키
- 알카랴완, 튀니지[3]
- 다마스쿠스, 시리아[3]
- 맨체스터, 잉글랜드[4]
- 부르근브뤼스, 프랑스
- 페스, 모로코[3]
- 라호르, 파키스탄[3]
- 부하라, 우즈베키스탄[3]

## 같이 보기
- 무하마드 이크발